# آرواره

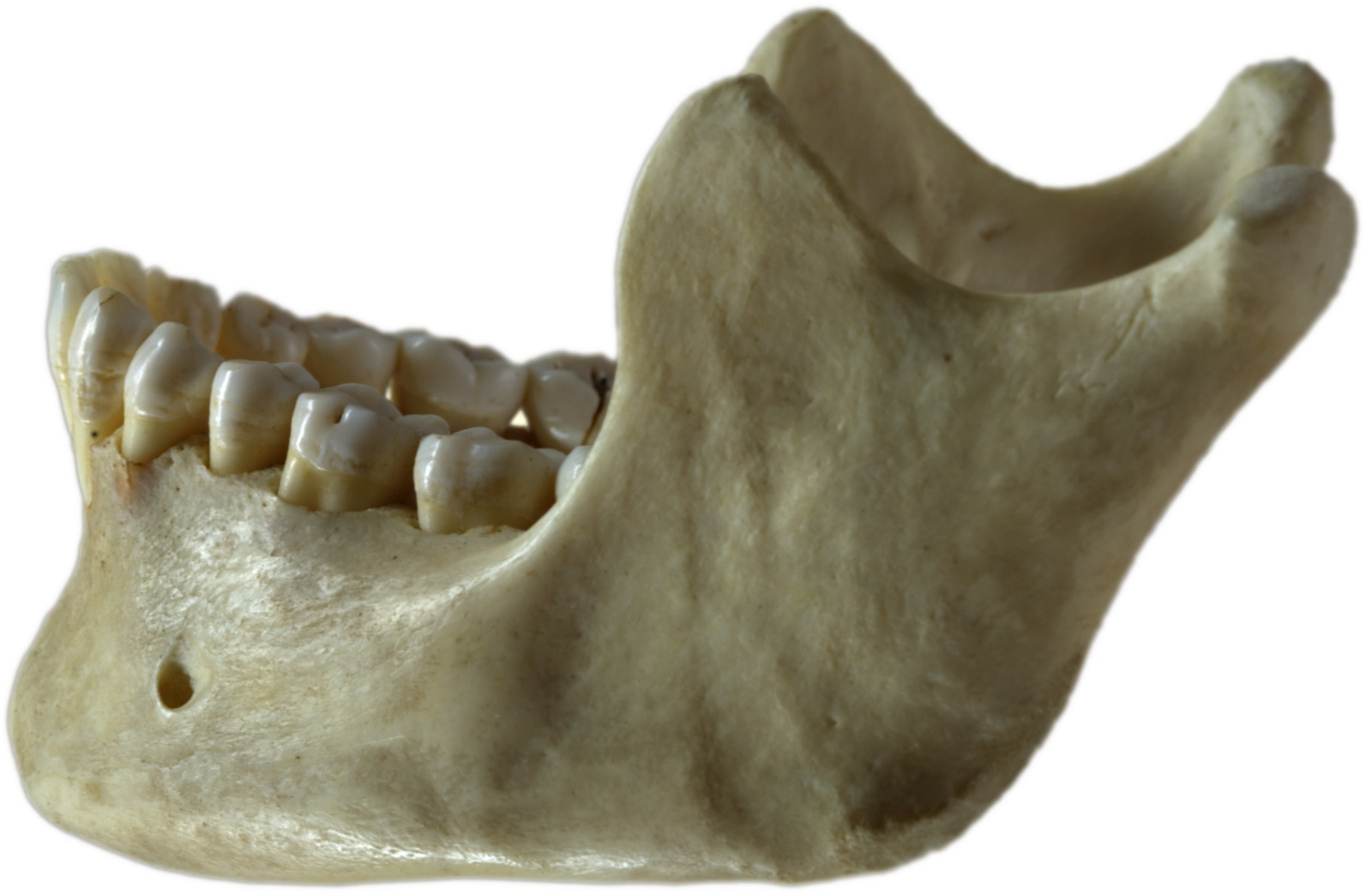
فک پایین انسان در نمای از سمت چپ

آرواره، فَک یا چَک، ساختار درون دهان جانوران است که دو بخش استخوانی آروارهٔ بالایی (فک بالا) و آروارهٔ پایینی (فک پایین) دارد و دندان‌ها بر آن جا‌ می‌گیرند.
آرواره یا فک بخشی از دهان است که وظیفه جویدن غذا را بر عهده دارد. استخوان آرواره به جمجمه متصل است.